# Капустін Олександр Миколайович
Олекса́ндр Микола́йович Капу́стін (1 листопада 1896 — 29 квітня 1965, Москва) — радянський дипломат, Надзвичайний і Повноважний Посол.

## Біографія
Народився 1 листопада 1896 року. Член ВКП(б). У Народному комісаріаті закордонних справ СРСР з 1940 року. З 1940 року по 22 червня 1941 року — третій секретар Повноважного представництва/Посольства СРСР у Німеччині; у 1941 році працював у апараті Народного комісаріату закордонних справ; у 1941—1943 роках — у Посольстві СРСР в Ірані. З 1943 року по жовтень 1945 року — радник посольства СРСР у США. З 10 жовтня 1945 року по 19 липня 1953 року — Надзвичайний і Повноважний Посол СРСР у Мексиці. У 1954—1955 роках — заступник завідувача Протокольного відділу Міністерства закордонних справ СРСР. З 1955 року у відставці.
Помер у Москві 29 квітня 1965 року. Похований у Москві на Новодівичому цвинтарі. 

## Відзнаки
Нагороджений орденами Вітчизняної війни ІІ ступеня і Трудового Червоного Прапора.